# Isola dei Pescatori
L'isola dei Pescatori, conosciuta anche come Isola Superiore (in dialetto locale Isola di Pescador), è l'unica dell'arcipelago delle Borromee nel Lago Maggiore (comune di Stresa) ad essere stabilmente abitata.
Larga 100 metri per 350 di lunghezza, ospita un piccolo borgo, dalle caratteristiche case a più piani (con lunghi balconi per essiccare il pesce), con una piazzetta, caratteristici vicoli stretti, il lungolago e la via principale per permettere gli spostamenti rigorosamente a piedi dei 19 abitanti che vivono di pesca e turismo.
Abitata da almeno 700 anni l'isola dispone di una parrocchia dedicata a san Vittore e un belvedere alberato dal lato opposto.
D'estate gode di una grande affluenza di visitatori che passeggiano nei vicoli e comprano oggetti di artigianato locale nel piccolo e caratteristico mercatino. Famosa a Ferragosto è la processione della statua della vergine Maria su una barca intorno alle isole, circondata da numerosi natanti di turisti e di abitanti della zona.

## Geografia

### Acqua alta
Un fenomeno che si verifica periodicamente (in genere in autunno e primavera) è quello dell'acqua alta. In seguito ad abbondanti precipitazioni, il livello del lago sale e l'acqua invade la passeggiata a riva fino a lambire le case. Ma le vecchie abitazioni dimostrano una saggezza architettonica nella loro costruzione: le loro soglie infatti sono sempre collocate nelle stradine interne a livelli più rialzati rispetto alla riva, dunque l'acqua non entra nelle case.

## Luoghi di interesse

### Chiesa di San Vittore

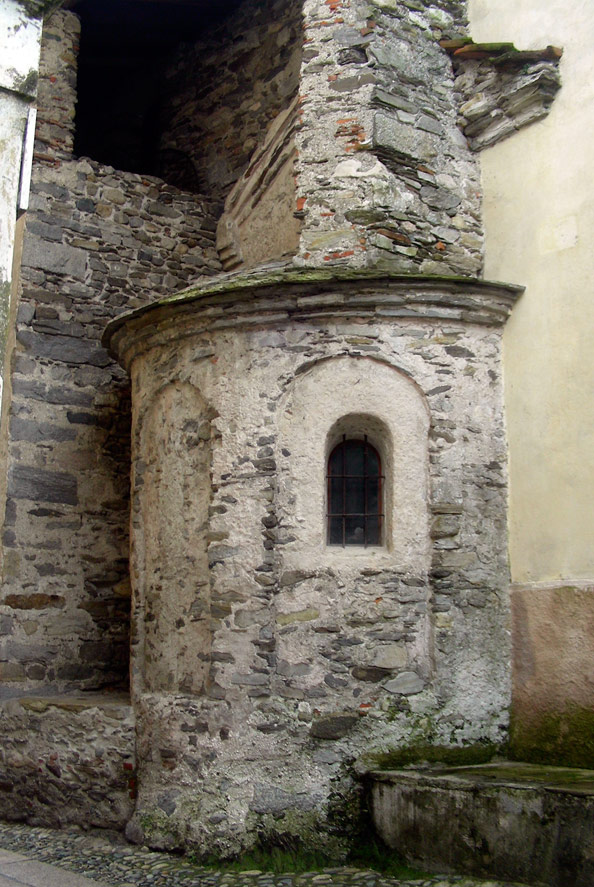
Chiesa di San Vittore, resti dell'abside romanica

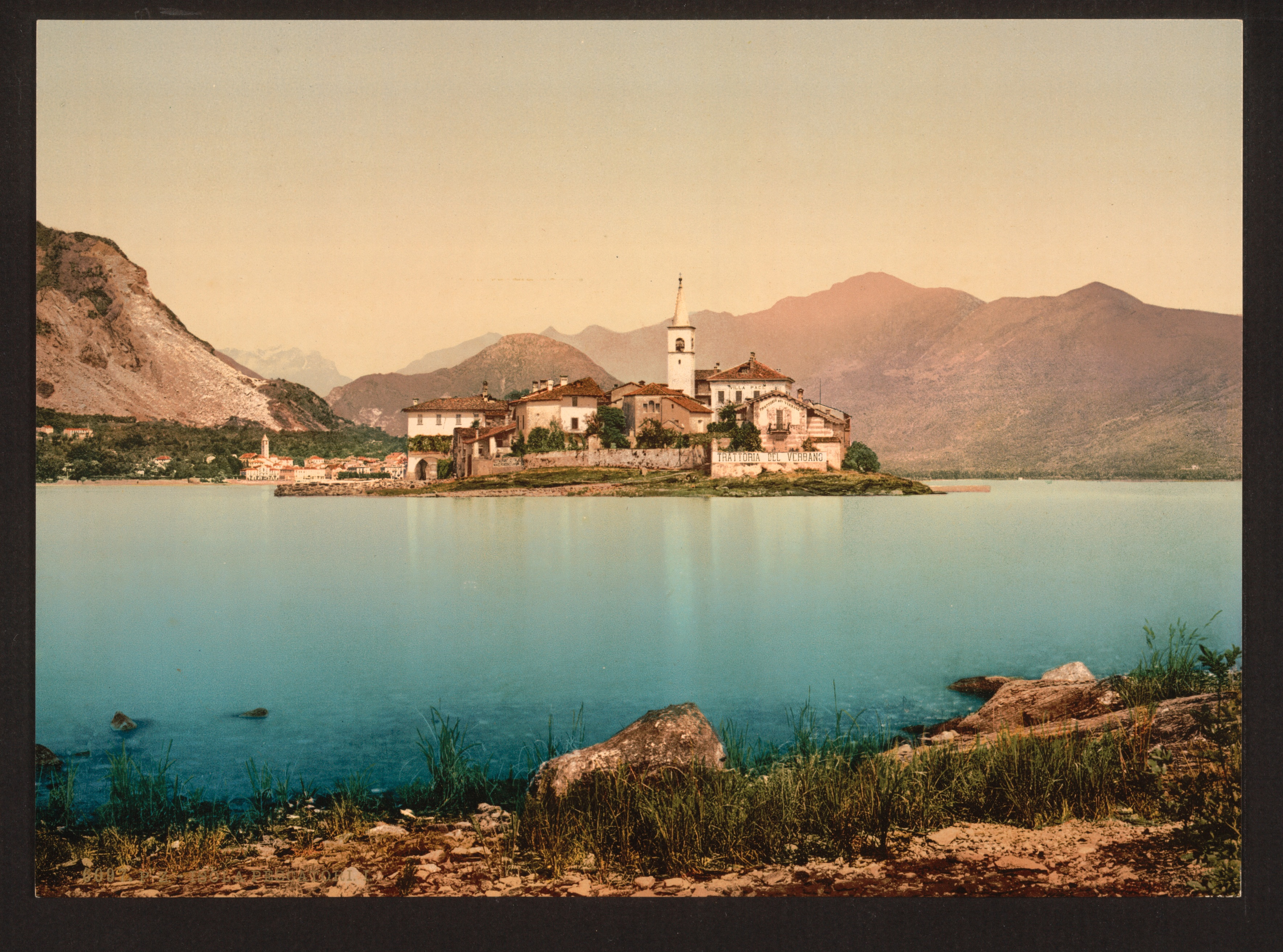
L'isola alla fine dell'Ottocento

La chiesa era originariamente una cappella, risalente all'XI secolo, della quale si conserva solo il piccolo arco. Dipendeva forse dall'Abbazia di San Donato di Sesto Calende ed era dedicata a san Gandolfo. Venne ampliata in stile gotico e in epoca rinascimentale, quando l'originaria abside divenne una semplice cappella. Nel 1627 acquisì il ruolo di parrocchia e fu intitolata a San Vittore.
All'interno conserva affreschi cinquecenteschi e l'altare maggiore seicentesco con i busti dei quattro vescovi, Sant'Ambrogio di Milano, San Gaudenzio di Novara, San Francesco di Sales e San Carlo Borromeo, tipici del culto ambrosiano.

## Feste e tradizioni
Gli isolani conservano ancora alcune feste tradizionali-locali. La più famosa è quella di Ferragosto che durante la sera è caratterizzata dalla processione delle barche da pesca illuminate che portano la statua dell'Assunta attorno all'Isola.
A Carnevale si allestisce a riva una lunga tavolata dove gli isolani si riuniscono per mangiare un'ottima polenta e bere un buon bicchiere di vino. 
La sera della vigilia dell'Epifania tutti i bambini sono impegnati a svegliare la Befana con la carga vegia. Essi corrono per tutta l'isola trascinandosi dietro, legati ad una corda, lattine, marmitte, coperchi e tutto ciò che rotolando produce rumore.
Durante la settimana di Ferragosto si disputa, inoltre, il tradizionale torneo di bocce.

## Bibliografia

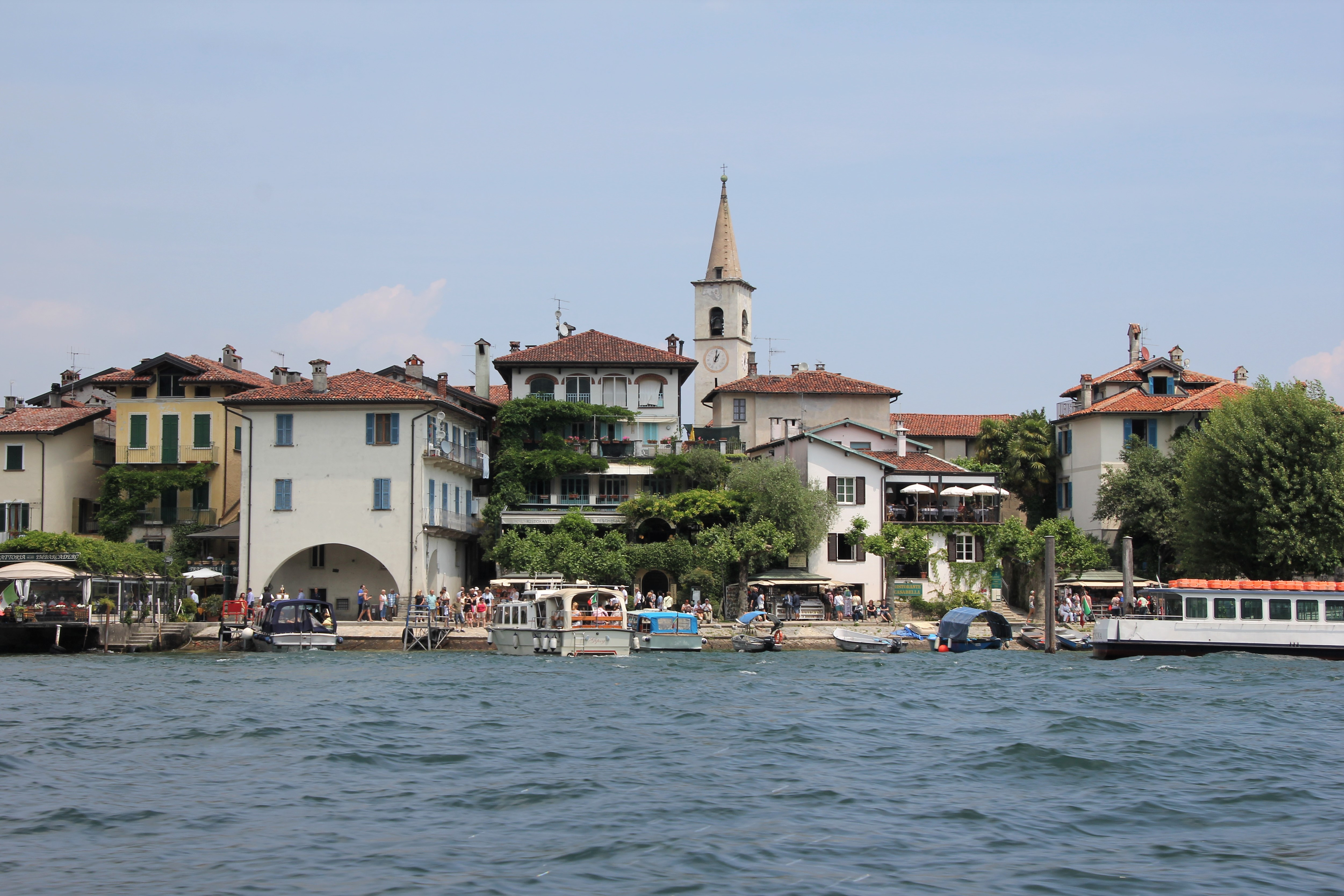